# Elecciones parlamentarias de Venezuela de 2025
Las elecciones parlamentarias de Venezuela de 2025 se realizaron el 25 de mayo para renovar los 285 escaños de la Asamblea Nacional. Los diputados y diputadas que resulten electos tendrán un periodo constitucional de cinco años desde el 5 de enero de 2026 hasta el 5 de enero de 2031.
Estas elecciones se celebraron en un contexto de crisis política, a raíz de las elecciones presidenciales realizadas el 28 de julio de 2024, ocasionando protestas en rechazo a los resultados anunciados por el CNE.  Así como manifestaciones a principios de enero de 2025 igualmente en rechazo a la toma de posesión de Nicolás Maduro. y la falta de transparencia por parte del CNE para entregar los resultados generales de acuerdo a los observadores internacionales e inicio de investigaciones en la ONU por fraude electoral.
En los días previos a las elecciones, el gobierno venezolano llevó a cabo una ola de arrestos y detuvo a más de 70 personas, incluyendo a políticos, activistas, periodistas y abogados, acusándolos de participar en conspiraciones. El proceso electoral se caracterizó por una baja participación a nivel nacional, además de la presencia de cuerpos de seguridad del Estado. El CNE afirmó que la participación fue del 42,63%, pero el Comando con Venezuela opositor declaró que sólo hubo un 12,56% de participación.
También hubo irregularidades en el anuncio de los resultados. El porcentaje de participación no coincidió con el número de votantes en el primer boletín electoral, y la adjudicación de escaños posiblemente se realizó mediante el método Sainte-Laguë y no mediante la Ley D’Hondt, posiblemente en violación de la Ley Orgánica de Procesos Electorales (LOPRE).

## Antecedentes
El 28 de julio de 2024 se realizaron las elecciones presidenciales, de la cual fue proclamado presidente electo por el Consejo Nacional Electoral a Nicolás Maduro con el 51,95 % de las votos, las elecciones fueron consideradas ni libres ni justas al producirse en un contexto en el que el gobierno controlaba todos las poderes del Estado mientras reprimía a la oposición política.
Por su parte la oposición rechazó las cifras, declarando que Edmundo González había ganado con el 70 % de los votos de acuerdo con las actas electorales de que disponían. Los candidatos Enrique Márquez, Claudio Fermín y Antonio Ecarri también exigieron la publicación de las actas de escrutinio. Diversos países mostraron su rechazo a los resultados, señalaron irregularidades,y pidieron que se publicaran las actas de escrutinio.

### Convocatoria
A finales de agosto de 2024, el presidente Nicolás Maduro anuncio la preparación para la "megaelección", el cual se tiene previsto elegir a los 23 gobernadores y 335 alcaldes, además de los miembros de consejos legislativos estadales y municipales (en alusión a las elecciones regionales también previstas realizarse el mismo año).
El 15 de enero de 2025, la Asamblea Nacional dio inicios a la conformación de una mesa de trabajo con distintos sectores incluyendo a la oposición minoritaria (en su mayoría partidos políticos judicializados). En esta reunión de consultas fue evidente la ausencia de sectores mayoritarios de la oposición, aglutinadas en la Plataforma Unitaria Democrática. Pese a ello, el oficialismo prosiguió las discusiones para la elaboración de varias propuestas y fechas que serían llevadas al CNE para la realización de un cronograma electoral para las elecciones tanto regionales como parlamentarias previstas.

### Abstención electoral
En un mensaje de divulgado a través de redes sociales el 19 de enero de 2025, María Corina Machado se refirió a las elecciones parlamentarias y regionales, llamando a no participar en los comicios y asegurando que «Las elecciones fueron el 28 de julio (de 2024). Ese día el pueblo eligió (...). El resultado debe y va a ser respetado. Hasta que ese resultado no entre en vigor, no procede participar en elecciones de ningún tipo. Ir a votar una y otra vez sin que se respeten los resultados no es defender el voto, es desvirtuar el voto popular».
El Partido Comunista de Venezuela, mediante un comunicado de prensa que recogió las conclusiones del XV Pleno del Comité Central del partido, declaró que no participaría en las elecciones parlamentarias o en las regionales por falta de garantías electorales.
Voluntad Popular anunció que excluiría a los miembros del partido que participaran en las elecciones y reiteró que no participaría en los comicios.
El partido Primero Justicia anunció el martes 25 de febrero que no participarían en las elecciones legislativas y regionales a realizar el 25 de mayo. El comité del partido aprobó por 108 de los 126 miembros a reafirmar el compromiso de defender los resultados del 28 de julio, pese a varias críticas provenientes de algunos dirigentes y de los voceros regionales que defienden presentarse a la votación y así mismo respetar la «libertad de conciencia» dentro de la militancia, lo cual ha generado crisis interna dentro del partido de cara a las elecciones.

### Fragmentación en la Plataforma Unitaria
La Plataforma Unitaria se ha enfrentado a divisiones internas desde la cuestionada convocatoria de las elecciones regionales y parlamentarias, destacando la renuncia de Omar Barboza como secretario ejecutivo de la misma a principios de marzo, según por la falta de "unidad" y las "filtraciones" que socavan cualquier discusión honesta.
Otros dirigentes como Andrés Velázquez de La Causa Radical, señalaron que en la coalición "no pueden hacer vida organizaciones que asumieron una política contraria a la decisión de la mayoría", aduciendo que organizaciones políticas como Un Nuevo Tiempo y Movimiento por Venezuela deberían ser excluidos de la coalición.

#### División interna en Primero Justicia
Después del llamado a la abstención bajo la ruta unitaria opositora, Primero Justicia entró en un conflicto político interno luego de que varios presidentes regionales y voceros regionales así como varios militantes rechazaran el llamado a la abstención, denunciando que "no fue debatida ni acordada en las instancias correspondientes".
Esto ha generado una ola de acusaciones internas entre varios dirigentes, llegando inclusive a la expulsión de seis miembros del partido, siendo estos: Henrique Capriles Radonski, Tomás Guanipa, Amelia Belisario, Ángel Medina, Pablo Pérez y Juan Requesens.

### Primarias del PSUV
El 15 de marzo se realizaron las asambleas de bases para la postulación de los candidatos y candidatas a las gobernaciones y consejos legislativos estadales, así como para los candidatos a diputados y diputadas para los comicios del 25 de mayo. El Secretario general del PSUV, Diosdado Cabello, aseguró en rueda de prensa que estas elecciones son democráticas y legítimas.[cita requerida]

## Sistema electoral
Se espera que se utilice el sistema de votación paralelo, con 149 escaños a elegir por representación proporcional de lista cerrada asignados mediante el método d'Hondt, y 133 escaños a elegir por votación mayoritaria en 88 circunscripciones geográficas, además de otros 3 escaños a elegir en circunscripciones especiales reservados para indígenas. La Asamblea Nacional estuvo en un comienzo originalmente comprendida por 277 diputados.
Durante una entrevista dada por el rector Conrado Pérez en enero, este afirmó que "pudiese variar positivamente" la cifra de diputados a ser elegidos especialmente con la inclusión de la Guayana Esequiba en el listado de estados del país, siendo las primeras elecciones regionales de Venezuela en incluirla. El 10 de marzo, Diosdado Cabello declaró se elegirían a 285 diputados en los comicios, al igual que ocho diputados, con sus respectivos suplentes del Esequibo, un territorio en disputa con Guyana. Existe una controversia constitucional sobre con cual población se ejercerá tal votación.

### Número de escaños
| Entidad          | Número de diputados | Número de diputados | Número de diputados |
| Entidad          | Lista               | Nominales           | Total               |
| ---------------- | ------------------- | ------------------- | ------------------- |
| Distrito Capital | 5                   | 8                   | 13                  |
| Amazonas         | 3                   | 3                   | 6                   |
| Anzoátegui       | 4                   | 7                   | 11                  |
| Apure            | 3                   | 3                   | 6                   |
| Aragua           | 5                   | 7                   | 12                  |
| Barinas          | 3                   | 4                   | 7                   |
| Bolívar          | 4                   | 6                   | 10                  |
| Carabobo         | 6                   | 10                  | 16                  |
| Cojedes          | 3                   | 3                   | 6                   |
| Delta Amacuro    | 3                   | 3                   | 6                   |
| Falcón           | 3                   | 4                   | 7                   |
| Guárico          | 3                   | 4                   | 7                   |
| Guayana Esequiba | 3                   | 3                   | 6                   |
| Lara             | 5                   | 8                   | 13                  |
| Mérida           | 3                   | 4                   | 7                   |
| Miranda          | 8                   | 11                  | 19                  |
| Monagas          | 3                   | 4                   | 7                   |
| Nueva Esparta    | 3                   | 3                   | 6                   |
| Portuguesa       | 3                   | 4                   | 7                   |
| Sucre            | 3                   | 4                   | 7                   |
| Táchira          | 4                   | 5                   | 9                   |
| Trujillo         | 3                   | 4                   | 7                   |
| Vargas           | 3                   | 3                   | 6                   |
| Yaracuy          | 3                   | 3                   | 6                   |
| Zulia            | 10                  | 15                  | 25                  |
| Indígenas        | -                   | 3                   | 3                   |
| Nacional         | 50                  | —                   | 50                  |
| Venezuela        | 149                 | 136                 | 285                 |

## Cronograma electoral
El presidente del Consejo Nacional Electoral, Elvis Amoroso, anunció que los comicios legislativos y regionales se realizarán el domingo 27 de abril, asimismo precisó que en las próximas horas anunciarán el cronograma electoral. Posteriormente el 19 de febrero, Amoroso anunció el cambio de fecha de las elecciones para el 25 de mayo, indicando que obedecía a una solicitud de "diversos" actores políticos dispuestos a participar en las elecciones.
La convocatoria de elecciones por el CNE para el 25 de mayo ha contado con varias dificultades, principalmente cambios en los cronogramas electorales, la falta de legalidad en la convocatoria al no publicar el organismo electoral en la Gaceta Oficial ni un cronograma detallado del mismo, así como la inactividad de la página oficial, la cual es vital para la realización del Sistema Automatizado de Postulaciones y que actualmente se encuentra inactiva a causa de un supuesto «hackeo», además de otros inconvenientes como la definición de las circunscripciones electorales (especialmente la de la Guayana Esequiba), lo que ha generado un clima electoral incierto sobre el proceso.
El 3 de abril, en una entrevista realizada en Globovisión, el rector del CNE Conrado Pérez Briceño afirmó que el ya se encontraba solventado el supuesto «hakeo» contra la página del organismo electoral, «está prácticamente solventado y las organizaciones políticas recibirán un link para postular a los candidatos a las gobernaciones, consejos legislativos y Asamblea Nacional», informó. El 24 de abril la exrectora del CNE Griselda Colina denunció que existe opacidad en el cronograma electoral que no ha sido publicada hasta el momento en la Gaceta Oficial correspondiente sobre las elecciones del 25 de mayo donde se establece los lapsos, los periodos de cada una de las actividades electorales así como las auditorias a realizarse al sistema de votación, lo que afecta las garantías del proceso, tampoco se ha solventado aun la apertura de la página web del CNE.
Transparencia Venezuela, en su informe La ruta de la opacidad, puntualizó varios incumplimientos graves al reglamento y a la ley electoral de propio organismo, siendo casos como la falta de canales oficiales, una comunicación parcializada y contradictoria, la divulgación de información clave de los comicios por parte de actores externos al ente electoral y falta de claridad en cuanto a cómo se llevará el proceso electoral en la Guayana Esequiba.

## Candidaturas
Un total de 36 partidos nacionales, 10 organizaciones regionales y unas 8 organizaciones indígenas nacionales fueron habilitados para participar en los comicios, según informó el CNE recibió un total de 36 986 postulaciones correspondientes a 6 867 candidatos.

### Organizaciones políticas
- Gran Polo Patriótico Simón Bolívar: Diosdado Cabello informó la instalación de siete mesas de trabajo con delegados quiénes serían los encargados de definir las candidaturas cuya propuesta final sería llevada a Nicolás Maduro.[66] Durante una cadena nacional el 28 de marzo, el presidente Nicolás Maduro anunció que próximamente daría a conocer quienes serían los candidatos seleccionados por la dirección nacional del partido «Hemos tenido largas reuniones recibiendo el informe de Diosdado, sobre las candidaturas, gobernaciones, ya están todas las candidaturas a gobernaciones decididas y se van a anunciar el lunes», afirmó.[67]

- Alianza Democrática (Venezuela): La AD es una coalición política conformada por los partidos Primero Venezuela, Unidad Visión Venezuela, Venezuela Unida, Voluntad Popular, Primero Justicia Acción Democrática y Copei (estas cuatro últimas intervenidas por TSJ). Nació la idea inicialmente el 30 de enero como Centro Político Democrático, durante un anuncio hecho por Luis Parra, durante la conformación realizada por varios de los dirigentes; asimismo afirmó: «Estamos abiertos a seguir creciendo y explorando nuevas alianzas para lograr a través del voto, sin mezquindad política y con una visión de grandeza la conquistas de espacios que hoy están en manos del PSUV y son cómplices del desastre que ha tenido el peor gobierno que ha tenido Venezuela que hoy preside Nicolás Maduro».[68][69][70][71] Posteriormente decidieron tomar la tarjeta de la coalición existente Alianza Democrática.[72]

- ÚNICA: El 2 de abril durante una conferencia de prensa con sectores opositores dentro de la Plataforma Unitaria Democrática anunciaron la participación electoral en los comicios, así mismo la conformación de un movimiento político llamado Red Decide (Defensa Ciudadana de la Democracia), así lo anuncio Henrique Capriles «A veces hay que pararse y decir la verdad, aunque la verdad vaya contra la corriente: no es popular ir a votar, no es popular hoy la participación, porque a nadie en este país se le ha olvidado lo que ocurrió el 28 de julio», comentó.[73] En el acto participaron también Henry Falcón, el alcalde de El Hatillo, Elías Sayegh; los exdiputados Marialbert Barrios, Ángel Medina, Juan Requesens y Rafael Guzmán al igual que representantes del MAS, Unión y Progreso, Puente, Movimiento por Venezuela y Fuerza Vecinal.[74][75] El 24 de abril Henrique Capriles confirmó  el uso de la tarjeta electoral Unión y Cambio para los comicios legislativos y regionales que fue usada durante las presidenciales de julio de 2024[76]

### Otros partidos
Durante estas elecciones parlamentarias se presentaron unas 30 agrupaciones que no cumplieron la norma de tener el 1% de votos exigidos en el último proceso electoral, las presidenciales de 2024 para poderse inscribir, al punto de no poder presentar representatividad de testigos en los más de 27,713 mesas de los 15,736 centros de votación. 
- Acción Democrática: El secretario general del sector judicializado de AD, Bernabé Gutiérrez, anunció durante una reunión del partido el 20 de enero la disposición de participar en las venideras elecciones.[79] Se unió a la coalición Alianza Democrática.

- COPEI: El sector judicializado del partido socialcristiano a través del secretario general nacional Juan Carlos Alvarado confirmó la disposición de la tolda verde en participar en las jornadas electorales previstas en 2025.[80] Se unió a la coalición Alianza Democrática.

- Avanzada Progresista: Durante una reunión con representantes de un sector minoritario de la oposición, el secretario general del partido Avanzada Progresista, Luis Augusto Romero señaló que participarán en los comicios a la vez exigió al CNE la publicación del cronograma electoral.[81]

- Esperanza por El Cambio: El 3 de febrero Javier Bertucci, diputado a la Asamblea Nacional y dirigente de la organización política El Cambio, anunció la participación del partido en los comicios previstos el 27 de abril.[82] Se unió a la coalición Alianza Democrática.

- Alianza del Lápiz: El presidente del partido Antonio Ecarri afirmó que su partido concurrirían a las elecciones que convoque el CNE, a pesar de haber demostrado su descontento con las pasadas elecciones del 28 de julio de 2024.[83]

- Movimiento Por Venezuela: El partido liderado por Andrés Caleca y Simón Calzadilla anunciaron la participación del MPV a las elecciones del 27 de abril asegurando: «Después de tres semanas de un amplio debate nacional, con nuestras regiones, con nuestros municipios, con nuestros secretariados; la ruta electoral sigue siendo un camino de resistencia, de lucha, de organización; donde el pueblo venezolano puede manifestar su descontento con el voto», indicó Calzadilla. Aunque expresaron que su partido seguirá defendiendo los resultados del 28 de julio pasado y respaldando a Edmundo González Urrutia y María Corina Machado.[84]

- Un Nuevo Tiempo: Durante una reunión de la Dirección Ejecutiva Federal del partido, se confirmó la participación de los comicios, Manuel Rosales a la vez presentó un documento con tres puntos recogido de las bases las cuales solicitaban: la liberación de los presos políticos, la defensa de las condiciones electorales y la exhortación de los demás miembros de la Plataforma Unitaria que consulten a su militancia, dirigentes y simpatizantes si están de acuerdo o no en participar en los comicios.

- Fuerza Vecinal: Durante una entrevista al dirigente y alcalde del Municipio Chacao, Gustavo Duque, aseguró que la tolda participará en todos los procesos electorales, «no ganamos nada dejando de participar», agregó.[85]

- Cambiemos Movimiento Ciudadano: Timoteo Zambrano, secretario general del partido aseguró que se debe mantener la ruta electoral de manera permanente, desde San Juan de los Morros reafirmó que «Es el principio que tiene Cambiemos, así como el otro principio fundamental que es el diálogo y eso no lo discutimos en la organizaciones, es parte de nuestra ADN», afirmó.[86]

### Organizaciones políticas que no participan
La falta de credibilidad hacia el Poder Electoral (CNE) de no haber publicado los resultados de las elecciones del 28 de julio de 2024 y de mantenerse los mismos rectores ha propiciado que ciertos partidos políticos de gran representatividad dejen de participar.
- Plataforma Unitaria Democrática: Por los momentos, la oposición venezolana agrupada en la PUD y que agrupa un 60% del electorado  ha dejado claro que no participaría en estos comicios. Por su parte, la lideresa María Corina Machado afirmó a través de un mensaje que no participarían en elecciones hasta que se respetaran los resultados del 28 de julio.[87]Sin embargo, el 6 de febrero del 2025 Omar Barboza, secretario ejecutivo de la coalición, anunció que la coalición analizará su participación de cara a los comicios.[88] Poco después, la PUD emitió un comunicado anunciando que exigía condiciones para participar, incluyendo que se respetara la voluntad pueblo en las elecciones del 28 julio, garantías a la transparencia y la liberación de los presos políticos. Horas después, María Corina Machado y Edmundo González respaldaron la decisión de la Plataforma Unitaria.[89] Posteriormente en marzo Omar Barbosa renunció como secretario ejecutivo de la plataforma Unitaria por no estar de acuerdo a la decisión tomada de la Plataforma de no participar en las elecciones.[90]

- Primero Justicia: El 21 de febrero, a pesar de que la Dirección Nacional confirmó su compromiso de no involucrarse en «farsas elecciones» la mayoría del Comité Político Nacional que abarca a dirigentes municipales y regionales a anunciaron dar un paso hacia adelante «Estamos firmemente comprometidos con la defensa de los resultados del pasado 28 de julio de 2024. Creemos que la mejor manera de manifestar el deseo de cambio del pueblo es derrotar nuevamente a (Nicolás) Maduro a través del voto», así lo comunicó Henrique Capriles en su cuenta en X.[91] El 14 de abril se dejaría de escuchar la voz de Henrique Capriles luego que el partido político Primero Justicia lo expulsara junto a Tomás Guanipa luego de inscribirse como candidato a las elecciones parlamentarias. También fueron expulsados Amelia Belisario, Ángel Medina, Pablo Pérez y Juan Requesens por traicionar a la unidad.[92][93]

## Base legal
De acuerdo a la Constitución de Venezuela en su artículo 186, la Asamblea Nacional estará integrada por diputados y diputadas elegidos o elegidas en cada entidad federal por votación universal, directa, personalizada y secreta con representación proporcional, según una base poblacional del uno coma uno por ciento de la población (1,1%) total del país.

## Irregularidades

### Retrasos del sistema de postulaciones
Según lo establecido en el cronograma electoral, el proceso de postulaciones comenzaba el 7 de abril, pero partidos como Avanzada Progresista, Esperanza por El Cambio y Un Nuevo Tiempo alertaron que no había acceso al sistema de postulaciones, siendo solventado el 10 de abril (cuatro días después de que iniciará el proceso).

### Impedimentos e Inhabilitaciones
Movimiento por Venezuela denunció al gobierno por cometer "más violaciones a derechos constitucionales, políticos y humanos", a raíz de que fue impedido a postular sus candidatos e indicó que el gobierno transformó las elecciones en "un triste espectáculo". Así mismo, denunciaron que Simón Calzadilla fue inhabilitado para ejercer cargos de elección popular, pese a que una semana antes, Calzadilla no estaba inhabilitado por la Contraloría.
El 11 de abril, el periodista Vladimir Villegas, informó que el presidente del Consejo Superior de la Alianza del Lápiz, Antonio Ecarri Bolívar, exembajador de Juan Guaidó en España, se encontraba inhabilitado para ejercer cargos públicos. Poco después, se dio a conocer que Ecarri sería imputado por "delitos de traición a la patria, usurpación de funciones, simulación de hecho punible y prevaricación", siendo cuestionado energéticamente por su hijo Antonio Ecarri Angola.

### Intimidación
La persecución a testigos de mesa y miembros de partidos opositores antes, durante y después de las elecciones de julio de 2024 expuso a la población en un grave problema a la participación en estas elecciones, habiendo transcurrido ocho meses, el gobierno ha continuado deteniendo personas relacionadas con esas anteriores elecciones. El problema no solo es que detienen a los participantes, los secuestran, se mantienen desaparecidos, los alejan de sus familiares, los dejan incomunicados en lugares desconocidos y les niegan sus abogados naturales, si no los encuentran arremeten contra sus familiares más cercanos, les allanan sus viviendas, arrestan a familiares y amigos, y les confiscan sus vehículos y propiedades. Estas mismas actuaciones fueron aplicadas a los miembros de la Asamblea parlamentaria de 2015. Un último informe de Foro Penal en mayo de 2025 contabilizó que aun existen unas 894 personas detenidas por motivos políticos con problemas en su defensa, de los cuales unos 80 son dirigentes políticos y el candidato presidencial Enrique Márquez, una parte son testigos de mesa, algunos periodistas y unos cuantos fallecidos en prisión por falta de atención médica.

### Fechas adelantadas y sin cronograma oficial
Al igual que las elecciones pasadas, estas elecciones se realizan con varios meses de antelación, a raíz de que la anterior Ley Orgánica del Sufragio y Participación Política (vigente hasta el 31 de julio de 2009) señalaba en su artículo 152 que las elecciones debían fijarse «un día domingo de la primera quincena del mes de diciembre del año anterior a la finalización del período correspondiente». Esta disposición derogada fue omitida en la nueva Ley Orgánica del Sufragio y Participación Política, lo que conmina a hacer ilícitos en los resultados permitiendo quedarse en el poder quien está a cargo y con el tiempo extendido aletargue el respectivo reclamo, también puede provocar otros conflictos. Tal como ocurrió en las presidenciales de 2018. La falta de un programa oficial publicado en la gaceta de acuerdo al artículo 42 de la Ley Orgánica de Procesos Electorales (Lopre) es clara al señalar su publicación para conocer las convocatorias a las auditorias necesarias, han transcurrido más de 60 días, desde que el CNE anunció el 19 de febrero las elecciones.  Una lista de candidatos apenas divulgada, una web inactiva y un cronograma ausente es lo que presentan en estas elecciones.

### Eliminación del código QR
El 10 de mayo, se realizó el simulacro previo a las elecciones. Tras el simulacro, César Pérez Vivas denunció que las actas de votación que fueron emitidas durante el simulacro no tenían un código QR. Asimismo, la Plataforma Unitaria rechazó la eliminación del código en las actas, ya que según "destruían una garantía electoral".  Jesús Castellanos Vásquez, experto electoral, indicó que la ausencia del código traiga como consecuencia que las elecciones "tengan menos condiciones de transparencia y confiabilidad". Sin embargo, Juan Carlos Alvarado, secretario general de COPEI, indicó que esas denuncias eran "chantajes y manipulación", y que aquello "buscaba abrir una rendija para justificar la abstención".  El Ing Guiseppe Gangi desarrollador de la web Macedoniadelnorte.com hizo una aclaratoria sobre el código QR que permitieron a los observadores la automatización, lo que permitió la fidelidad de los datos y guardar los datos electorales durante las elecciones presidenciales de 2024 y publicar los resultados reales de cada mesa de votación, lo cual fue un paso esencial para exponer el fraude. Los testigos no tienen condiciones justas para contar los votos 19/05/2025 La ausencia de este código provocó una denuncia de Iris Varela contra Alberto Galíndez en Cojedes, luego del simulacro del día 11 de mayo.
El 23 de mayo, Conrado Pérez Briceño, actual rector del CNE, confirmó la eliminación de dicho código en las actas electorales, alegando que la implementación del mismo en las actas "no era una obligación legal y fue una disposición oficiosa del CNE en el pasado" y que fueron utilizadas para "trampear elecciones", lo que desdice el ingeniero venezolano en informática Giuseppe Gangi.

### Inconsistencias en cifras
El primer boletín del Consejo Nacional Electoral (CNE) indicó que la participación en las elecciones del domingo 25 de mayo fue de 42,63% del total de «electores activos» . Sin embargo, esta cifra sería inconsistente, tomando en cuenta el total del Registro Electoral, de acuerdo con cálculos del periodista Eugenio Martínez, experto en asuntos electorales, Martínez detalló en redes sociales que para la lista nacional de la Asamblea Nacional se escrutaron 5.507.324 votos, lo cual implica que la participación fue de 25,63%. Para que votarán 42.63% de los electores, como anunció el CNE, han debido totalizarse más de 8 millones de votos, esto debido a que el registro electoral anunciado por este mismo ente es de 21.485.669 votantes, para que sea posible una participación de 42,63%, el CNE debe haber recalculado el Registro Electoral para ubicarlo, no en 21 millones de personas, sino en 13.112.676  votantes.
En el segundo boletín El vicepresidente del organismo, Carlos Quintero, situó la participación de votantes en 43,18% y de nuevo usó el criterio de «electores activos», a falta de una explicación oficial pareciera que el CNE lo que está haciendo es seguir la idea que esbozó el rector Conrado Pérez antes de las elecciones, de excluir del Registro Electoral a las personas que no votan, aunque oficialmente no los eliminaron  de la base de datos, si los eliminan en el cálculo de participación-abstención a las personas que no votaron el 28 de julio”, expresó Eugenio Martínez.
Respecto a la adjudicación de escaños correspondientes a la lista nacional, el  Gran Polo Patriótico, encabezado por el Partido Socialista Unido de Venezuela obtuvo 5.024.475 votos (83,42% del total de votos) obteniendo 33 de los escaños 50 en disputa (pese a que el rector Quintero mencionó 34 en el primer boletín), La llamada Alianza Democrática obtuvo 361.769 votos, (6,01 %) para 8 escaños, mientras que la alianza Un Nuevo Tiempo (UNT)-Unión y Cambio, recibió 304.425 votos (5,05 %) para 6 escaños y Fuerza Vecinal, 141.588 votos (2,35 %) para 2 escaños. mientras otras organizaciones con fines políticos, según  el rector Carlos Quintero, obtuvieron 181.926 votos (3,02 % del total), entre las cuales el partido Alianza del Lápiz obtuvo un escaño.  
Al respecto, los expertos también alertaron que la adjudicación de cargos en la lista nacional de 50 diputados «tampoco cuadra» ya que con los datos que ofrece el rector Quintero, esta parece totalmente errada, eso al menos tiene tres explicaciones ante la falta de respuesta oficial, porque el CNE no ha ofrecido ningún tipo de información concreta sobre el proceso. No sabemos si el CNE decidió usar el método de adjudicación llamado Sainte-Laguë en vez de D’Hondt, para abrir espacio en la lista nacional a otras organizaciones políticas lo que podría violar la Ley Orgánica de Procesos Electorales (Lopre), dijo Eugenio Martínez.
Acotó que tampoco se sabe si la mayoría de los candidatos del chavismo también estaban postulados en  circuitos nominales, y al ganar en dichas circunscripciones se debe correr la lista, según el artículo 17 de la Ley Orgánica de Procesos Electorales (Lopre) y a partir de allí se le habrían asignado curules a la Alianza Democrática, UNT y Única, Fuerza Vecinal y la Alianza del Lápiz, cargos que corresponden realmente al Psuv.

## Encuestas
El 19 de mayo, la encuestadora Meganalisis realizó una encuesta, en la que indicó que el 84,9% de los encuestados, no participaría en la elección.
Ese mismo día, el Centro de Estudios Políticos de la Universidad Católica Andrés Bello, en alianza con la encuestadora Delphos, realizó una encuesta, en la que revelaron que solo el 15.9% de los encuestados tenía altas posibilidades de votar en la elección. Entre tanto, Hinterlaces, encuestadora afín al oficialismo, indicó que un 52% de los venezolanos "votaria en los comicios".

## Proceso
Días previos a las elecciones, el gobierno venezolano llevó a cabo una ola de arrestos y detuvo a más de 70 personas, incluyendo a políticos, activistas, periodistas y abogados, acusándolos de participar en planes para "sabotear" el proceso electoral.  Entre los detenidos se encuentra Juan Pablo Guanipa, quien fue arrestado mientras se encontraba en la clandestinidad.
El proceso electoral se caracterizó por una baja participación a nivel nacional, además de la presencia de cuerpos de seguridad del Estado.

## Resultados
Casi a la medianoche, el Consejo Nacional Electoral informó en su primer boletín que la participación fue del 42,63% de "electores activos", así mismo, informó que el Gran Polo Patriótico obtuvo el 82,68% de los votos.
El término "electores activos" causaría cierta controversia, ya que no existe dicho término en la normativa electoral venezolana. Al día siguiente, en rueda de prensa, Stalin González indicó que la participación era de alrededor de 25%. Mientras tanto el Comando con Venezuela, indicó que sólo hubo un 12,56% de participación.
La Encuestadora Meganálisis en un sondeo a boca de urna estimó que solo el 13,59% del padrón participó en las elecciones de Venezuela, es decir de 21.4 millones de votantes participaron unos 2 millones 919 mil sufragantes, determinado mediante un sondeo de participación.